# Mala noćna muzika
Serenada za gudače br. 13 u G-duru, KV 525, poznatija pod popularnim nazivom Mala noćna muzika ili Eine kleine Nachtmusik, komorna je skladba Wolfganga Amadeusa Mozarta iz 1787. godine. Posljednja je u nizu Mozartovih serenada i jedna je od najpoznatijih njegovih skladbi, kao i klasične glazbe općenito.

## Nastanak
Mozart je od 1784. do smrti 1791. godine vodio svoj popis (katalog) djela, Verzeichnüß / aller meiner Werke / vom Monath febrario 1784 bis Monath [November] 1[791]. Taj katalog se nalazi u Britanskoj knjižnici (British Library) u Londonu. U katalog je Mozart s nadnevkom 10. kolovoza 1787. zapisao sljedeće podatke:
"Eine kleine Nachtmusik, bestehend in einem Allegro.Menuett und Trio.-Romance.Menuett und Trio, und Finale.-2 violini, viola e bassi."
Iz tog zapisa Mozartovog "prijevoda" "serenada" na njemački "Nachtmusik" potječe popularni naziv djela.
Iako je u tom zapisu Mozart naveo pet stavaka, drugi stavak (prvi navedeni "menuet i trio") ne javlja se u izvorniku (autografu) partiture. Ne zna se je li taj stavak izgubljen ili namjerno izbačen.
Prema Mozartovim prijašnjim serenadama, vjeruje se da je i ovu napisao po narudžbi, ali nije poznato kojim povodom niti za koga. Također nema podataka o premijeri, a vjeruje se da Serenada nije izvedena za Mozartova života.
Mozartova udovica Constanze je 1799. godine uz druga djela prodala i partituru Serenade izdavaču Johannu Andréu u Offenbachu na Majni, koji je Serenadu objavio tek 28 godina kasnije, 1827. godine.

## O glazbi
Orkestracija: 2 violine, viola, violončelo, kontrabas.
Tonalitet: G-dur
Serenada koja se nalazi u Mozartovoj partituri sastoji se od četiri stavka:
1. Allegro
2. Romanze: Andante
3. Menuetto: Allegretto
4. Rondo: Allegro

### 1.Allegro
Prvi stavak je allegro u sonatnoj formi. Prva tema je takozvana Mannheimska raketa, brzi arpeggiato uzlazni pasaž:
Slijedi gracioznija druga tema u D-duru, dominanti G-dura, kako je uobičajeno u sonatnoj formi. Ekspozicija završava u D-duru i ponavlja se. Razvoj počinje u D-duru, mijenja se u d-mol i C-dur i u reprizi se vraća G-dur. Trajanje stavka je oko 5 do 6 minuta.

### 2.Romanze: Andante
Drugi stavak je romansa (njem. Romanze) s oznakom tempa andante (lagano, kao u šetnji). Napisan je u formi ronda (ABACA). Lirska prva tema (A) i ritmična druga tema (B) su u C-duru. Poslije ponavljanja prve teme uvodi se treća tema (C) u c-molu, koja je mračnija od prvih dviju. Na kraju stavka još jednom se ponavlja prva tema (A).
Trajanje stavka je oko 5 do 6 minuta.

### 3.Menuetto: Allegretto
Treći stav je menuet i trio s dvjema temama (ABA). Menuet je u G-duru a kontrastni trio u D-duru. Oznaka tempa je allegretto - umjereno brzo.
Trajanje stavka je oko 3 minute.

### 4.Rondo: Allegro
Iako je Mozart stavak označio kao "rondo", napisan je u sonatnoj formi. Vraćaju se tempo i tonalitet prvog stavka, allegro i G-dur. U ekspoziciji se smjenjuju dvije teme, koje se u razvoju mijenjaju kroz tonske rodove i završavaju u g-molu. Obje se teme vraćaju u reprizi, a u kodi se ponavlja prva tema.
Trajanje stavka je oko 3 minute.

## Utjecaj
Djelo je praktički bilo nepoznato do konca 19. stoljeća, kad se počelo javljati u programima koncerata i otad počinje nagla popularnost. Zbog svoje popularnosti, glazba i naslov Male noćne muzike često se koriste u reklamama, na filmu i televiziji. Na primjer:
- Na tisuće je snimaka glazbe na raznim medijima (gramofonske ploče, kazete, CD, DVD)
- Mnogo je aranžmana i obrada za različita glazbala (klavir, puhači, ukulele), po žanru (jazz, pop) ili veličinu i tip orkestra (na primjer, orkestar Jamesa Lasta na svojim albumima ima i gudaći i obrađeni 1. stavak)
- Peter Schickele ima dvije parodije na naslov djela: Eine kleine Nichtmusik i A Little Nightmare Music (prema engleskom naslovu A Little Night Music).